# Eros Vlahos
Eros Vlahos (Londra, 13 gennaio 1995) è un attore e comico britannico.

## Biografia
Esordisce nel film Tata Matilda e il grande botto dove recita tra i protagonisti.
Divenuto famoso soprattutto per il ruolo di Nico nella serie televisiva Da Vinci's Demons mandato per la prima volta in onda nel 2013.

## Filmografia

### Cinema
- Tata Matilda e il grande botto, regia di Susanna White (2010)
- Third Star, regia di Hattie Dalton (2010)
- Anna Karenina, regia di Joe Wright (2012)

### Televisione
- Summer in Transylvania – serie TV, 8 episodi (2010) - Jake Farley
- Episodes – serie TV, 5 episodi (2011) - Picky
- Grandi speranze – miniserie TV, 2 episodi (2011) - Herbert Pocket da giovane
- Il Trono di Spade – serie TV, 7 episodi (2011-2012) - Lommy Greenhands
- Da Vinci's Demons – serie TV, 8 episodi (2013-2015) - Nico
- Casualty – serie TV, 6 episodi (2013) - Liam Hendricks

## Doppiatori italiani
- Federico Bebi in Tata Matilda e il grande botto
- Mattia Nissolino in Summer in Transylvania
- Andrea Di Maggio in Anna Karenina
- Jacopo Cinque in Da Vinci's Demons